# District autonome d'Abidjan
Le district autonome d'Abidjan est un district de Côte d'Ivoire, en Afrique de l'ouest, qui a pour chef-lieu Abidjan, la capitale économique du pays. C'est une entité territoriale particulière dotée de la personnalité morale
et d'une autonomie financière. En 2021, sa population est de 6 321 017 habitants.
Il s'étend au sud-est côtier du pays et ne comprend pas de régions (à l'inverse de la plupart des districts ivoiriens) mais quatre sous-préfectures (Anyama, Bingerville, Brofodoume et Songon) ainsi que les dix communes de l'ancienne Ville d'Abidjan (Abobo, Adjamé, Attécoubé, Cocody, Koumassi, Marcory, Le Plateau, Port-Bouët, Treichville et Yopougon).
Ce district fut créé en 2011 par un décret n°2011-263 du 28 septembre portant organisation du territoire national en districts et régions, puis son statut fut précisé par une loi n° 2014-453 du 05 août 2014 portant statut du District Autonome d'Abidjan.

## Statuts
Selon ladite loi n° 2014-453 dans son article 4, le district autonome établit et fait appliquer notamment : 
- la protection de l'environnement ;
- la planification de l'aménagement du territoire du District autonome ;
- la lutte contre les effets néfastes de l'urbanisation ;
- la promotion et la réalisation des actions de développement économique, social et culturel ;
- la lutte contre l'insécurité ;
- la protection et la promotion des traditions et coutumes ;
- l'entretien du patrimoine et des biens domaniaux de l'Etat transférés au District Autonome ;
- les travaux d'équipement rural.

## Situation géographique
Le district autonome d'Abidjan est entouré quasi-intégralement par le district des Lagunes; il partage au sud-est quelques kilomètres avec le district de la Comoé. Il est baigné au sud par le golfe de Guinée dans l'océan Atlantique.

## Administration
De 2011 à 2023, le gouverneur du district autonome est Robert Beugré Mambé. Bien avant lui, Amondji Pierre Djédji, a été la première personnalité à diriger le district d'Abidjan de 2001 à 2011.   Ce dernier est nommé Premier ministre en octobre 2023 et le président Alassane Ouattara nomme Ibrahim Bacongo Cissé à ce poste le 17 décembre 2023. Le 03 mai 2024, pour impulser un dynamisme au district d'Abidjan, 4 Vice-Gouverneurs ont été  nommés. Il s'agit de : Paulin Claude Danho, Brou Adjoua Jeanne épouse Peuhmond, 'Nassalatou Diaby, Eric Taba Glaou, Ibrahim Konaté.

## Démographie

### Population
Sa population était de 6 321 017 habitants au recensement de 2021, principalement concentrée dans l'agglomération.

## Réserves naturelles
Le district ne compte que deux réserves naturelles officielles :
- le Parc national du Banco ;
- la réserve naturelle de Dahlia Fleur ;

auxquelles, il faut ajouter des zones humides tropicales non protégées, importantes pour l'écosystème régional et des lagunes, comme l'île Boulay ou la baie de Cocody.

## Économie

Le District d'Abidjan représente environ 60 % de l'activité économique de la Côte-d'Ivoire. S'y trouvent les différents quartiers de la ville, du port jusqu'aux quartiers populaires de la banlieue nord.

Bien que de taille modeste, le district dispose d'un potentiel de développement important.
Le barrage et l'usine de production électrique du quartier d'Aghien alimente une partie de la métropole abidjanaise en hydro-électricité. Le reste provenant d'usines de production plus lointaines, également liées (pour la majorité) à des barrages hydro-électriques, comme le barrage de Taabo dans la région d'Agnéby-Tiassa. Une ligne susceptible d'alimenter le sud-est du district est celle partant du village de Prestea au Ghana voisin.
L'aéroport international Félix Houphouët-Boigny assure, à partir des airs, la desserte du district et de ses alentours ; l'autoroute A3, la desserte par la route ; la ligne ferroviaire Abidjan-Ouagadougou (capitale du Burkina-Faso) est une ligne historique en Afrique, qui désenclavait l'A.O.F. intérieure en la connectant avec un port atlantique majeur.

## Éducation
La ville dispose de multiples centres d'éducation, en plus de l'université de Côte d'Ivoire. Parmi les plus réputés, on compte l'Université des sciences et technologies de Côte d'Ivoire.

## Culture
Abidjan abrite de nombreux lieux touristiques et entités culturelles d'importances nationale et internationale, à l'instar d'un palais de la culture " Bernard Binlin-Dadié ".

## Galerie de photos

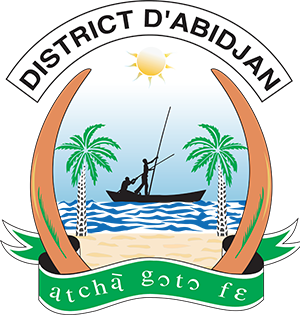
Logo du district
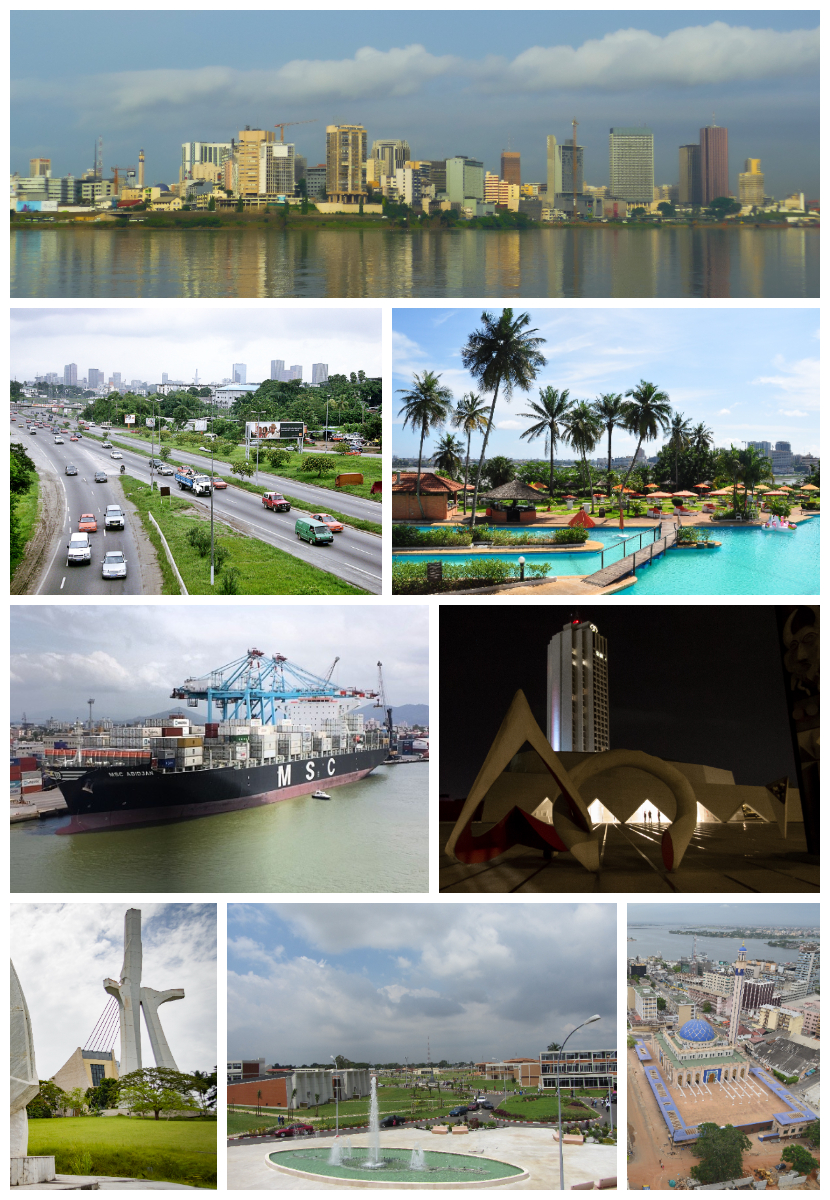
collage sur la ville d'Abidjan ;
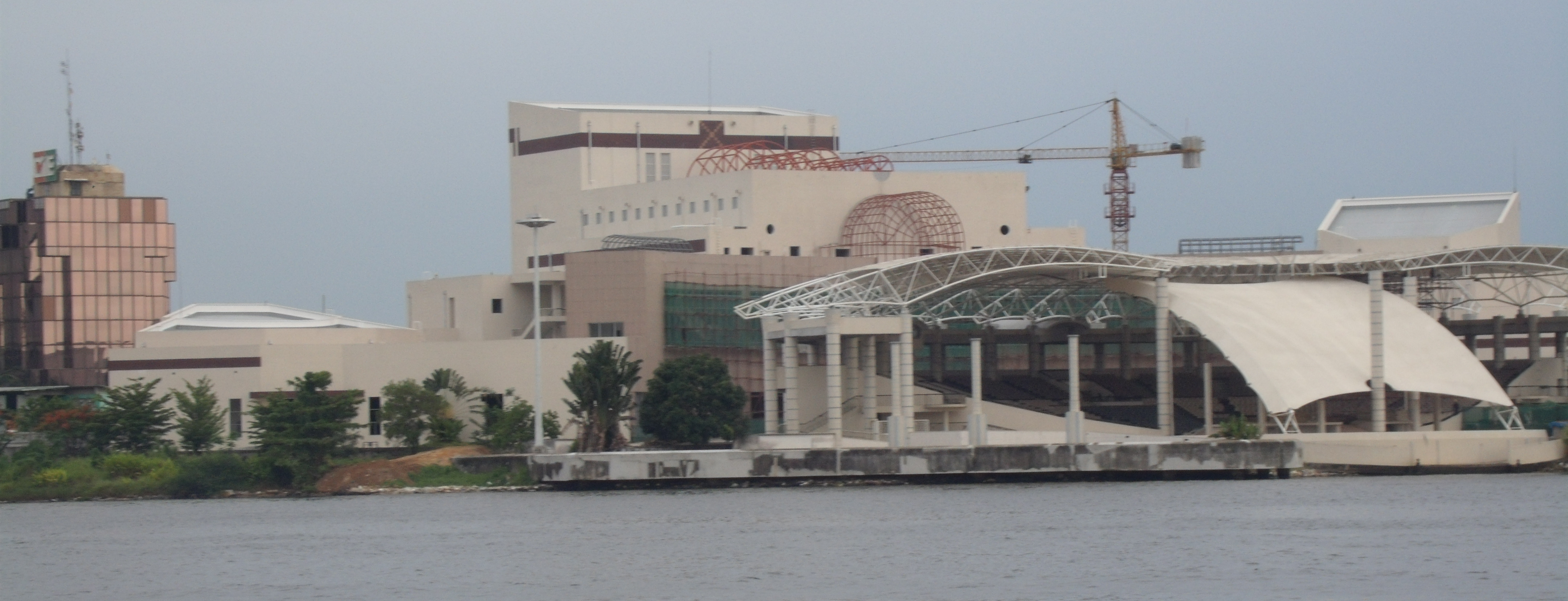
Palais de la culture de Treichville ;
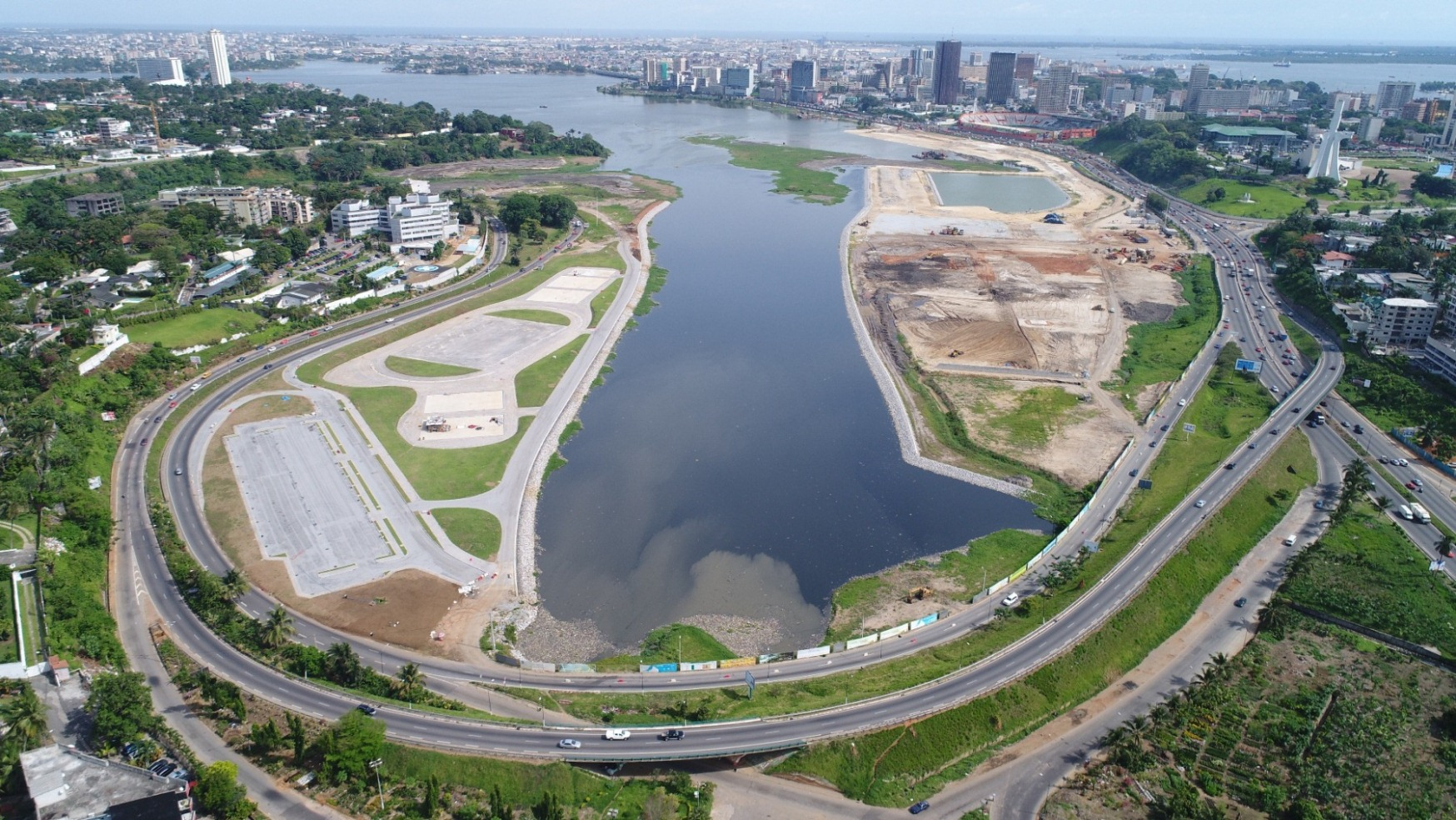
baie de Cocody ;
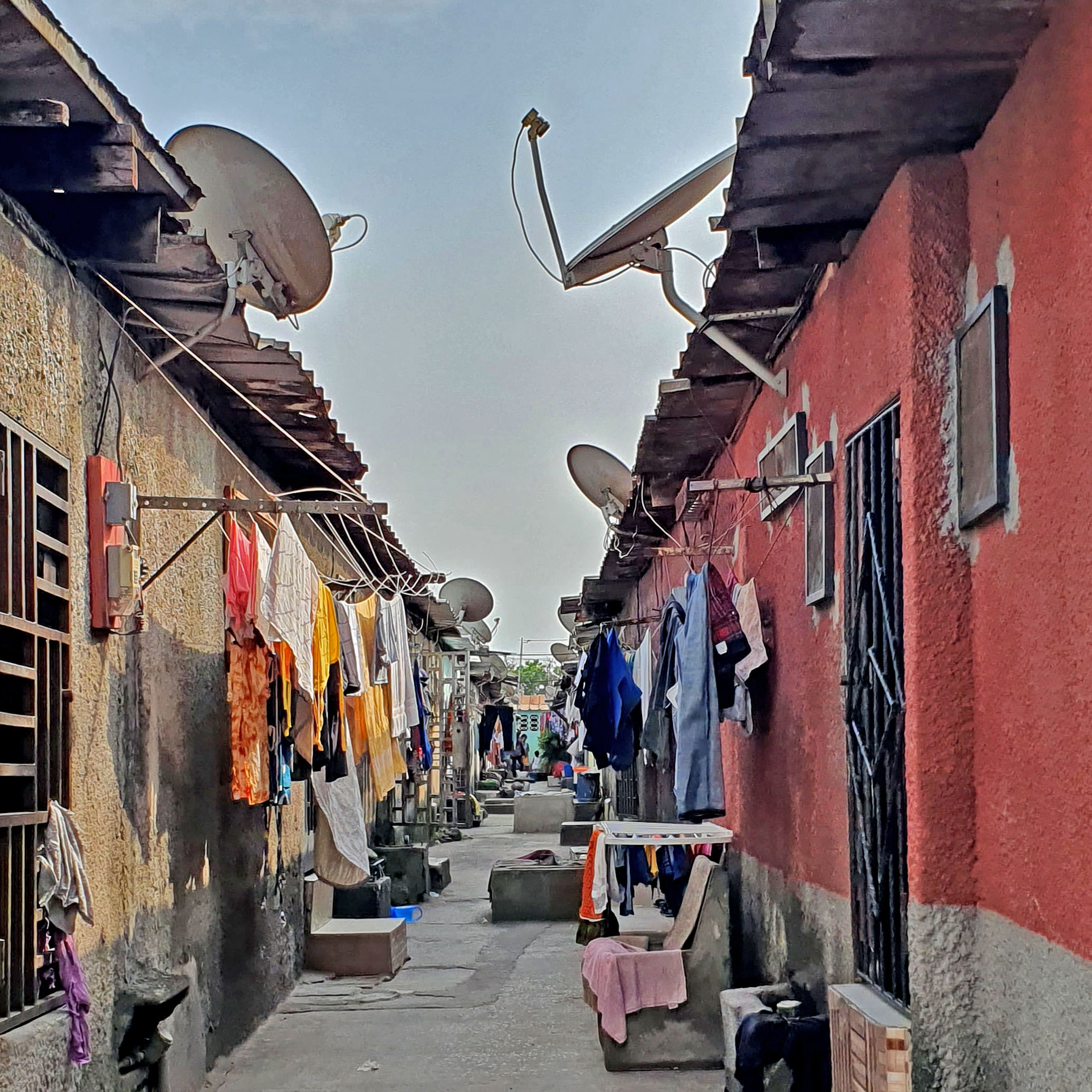
une ruelle de Marcory ;
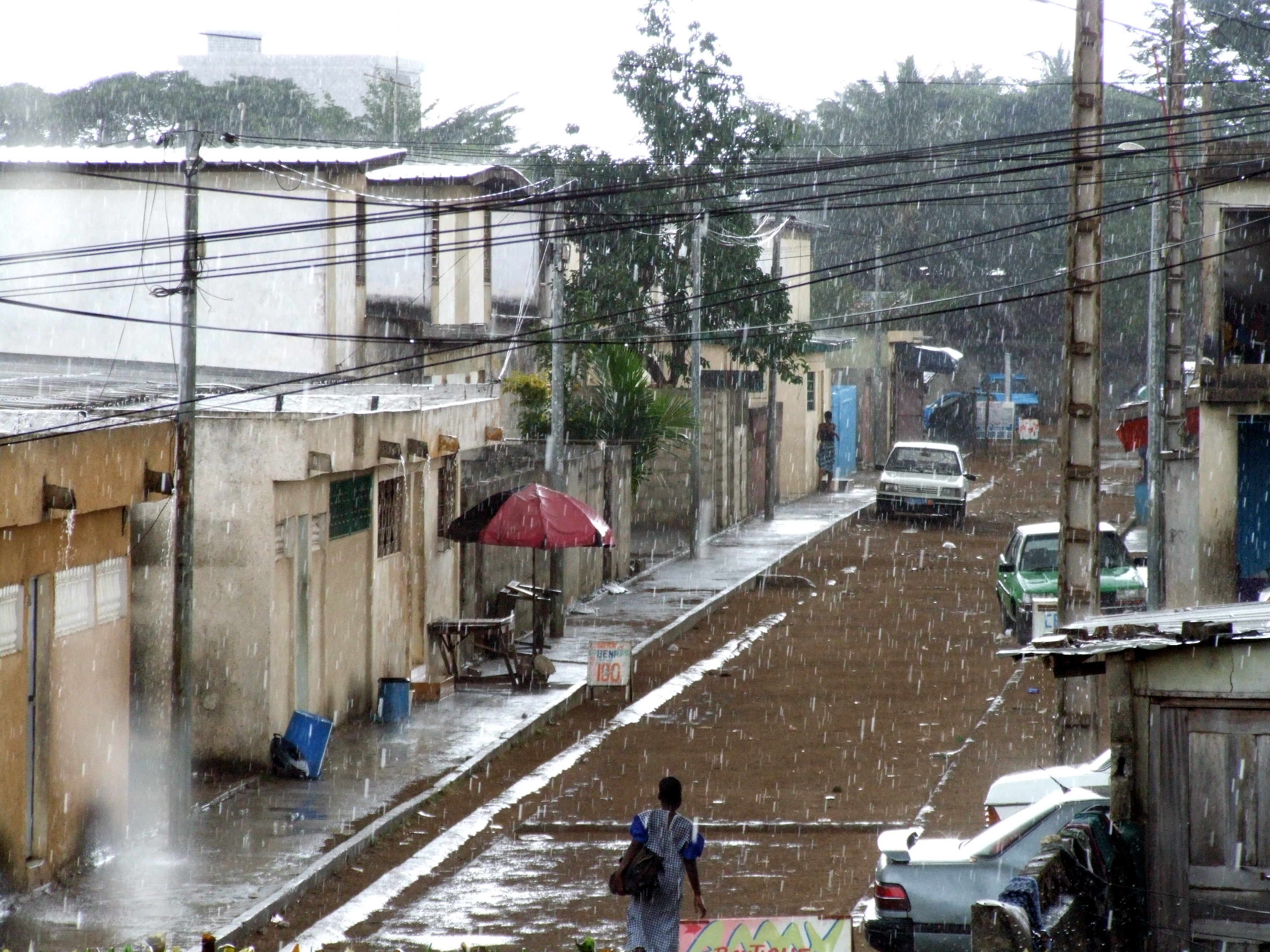
le quartier de Yopougon (notamment célèbre grâce aux bandes dessinées et au film d'animation Aya de Yopougon) ;
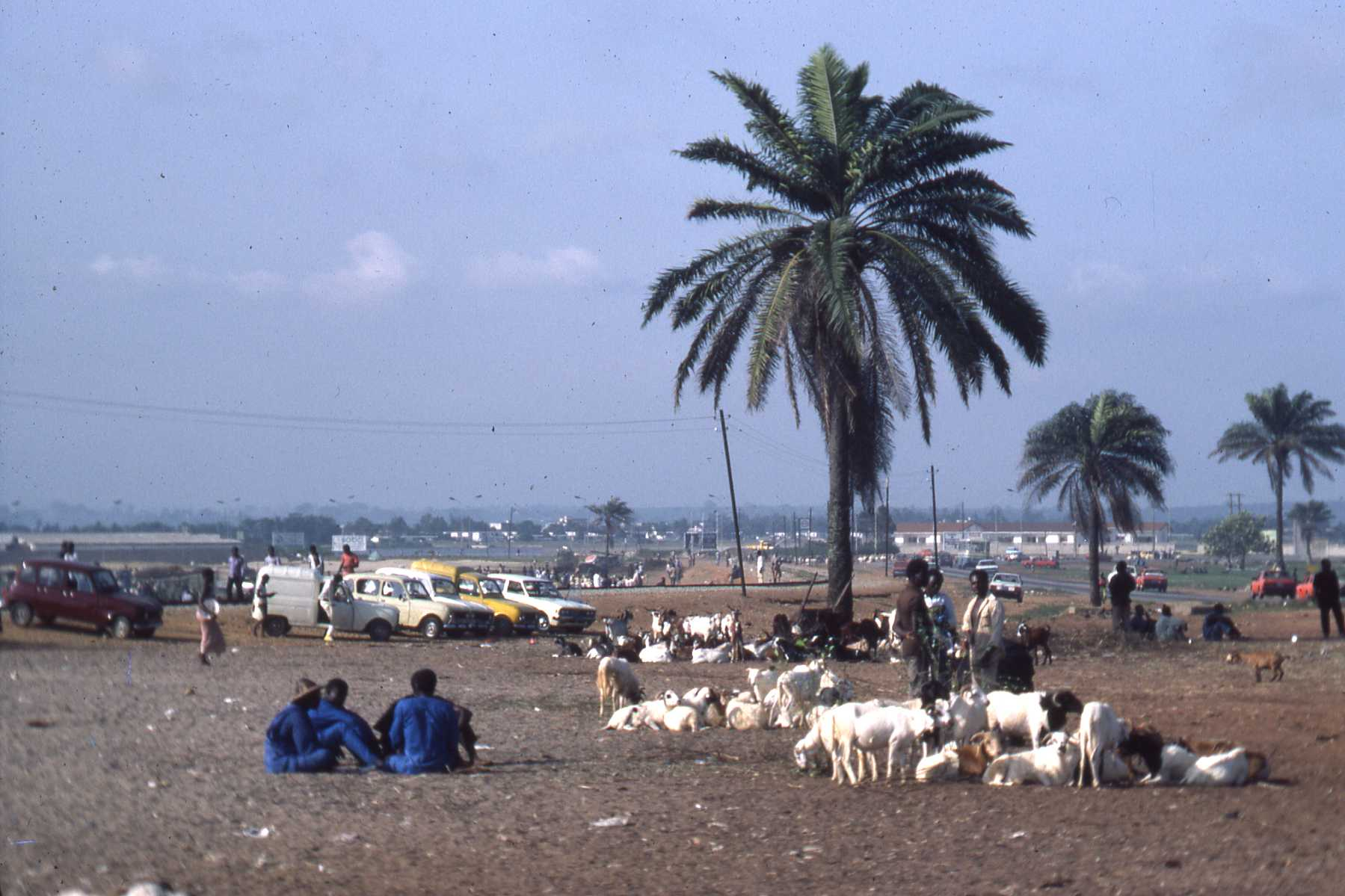
un quartier de la zone 4 d'Abidjan ;
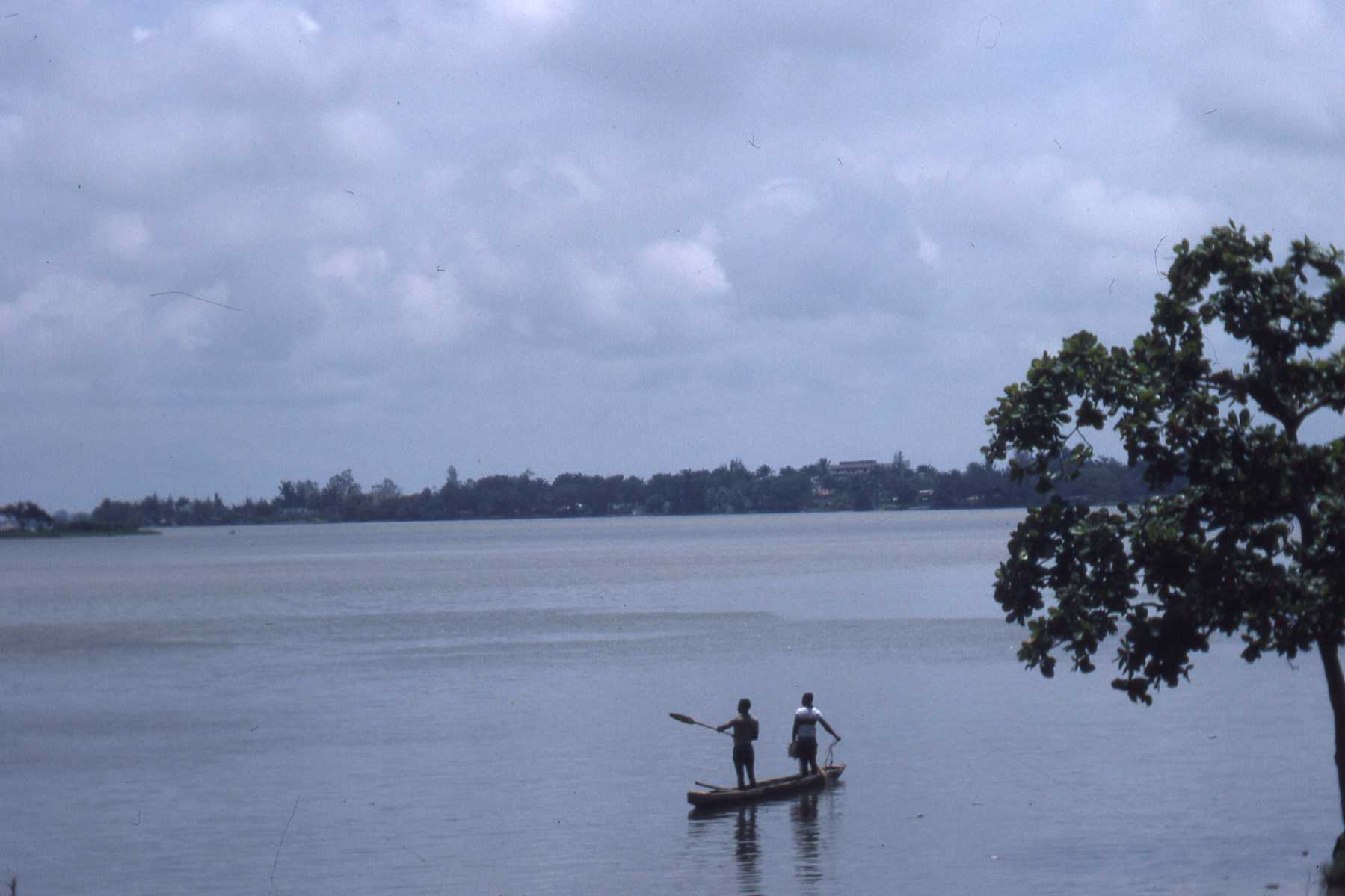
piroguiers sur la lagune ;
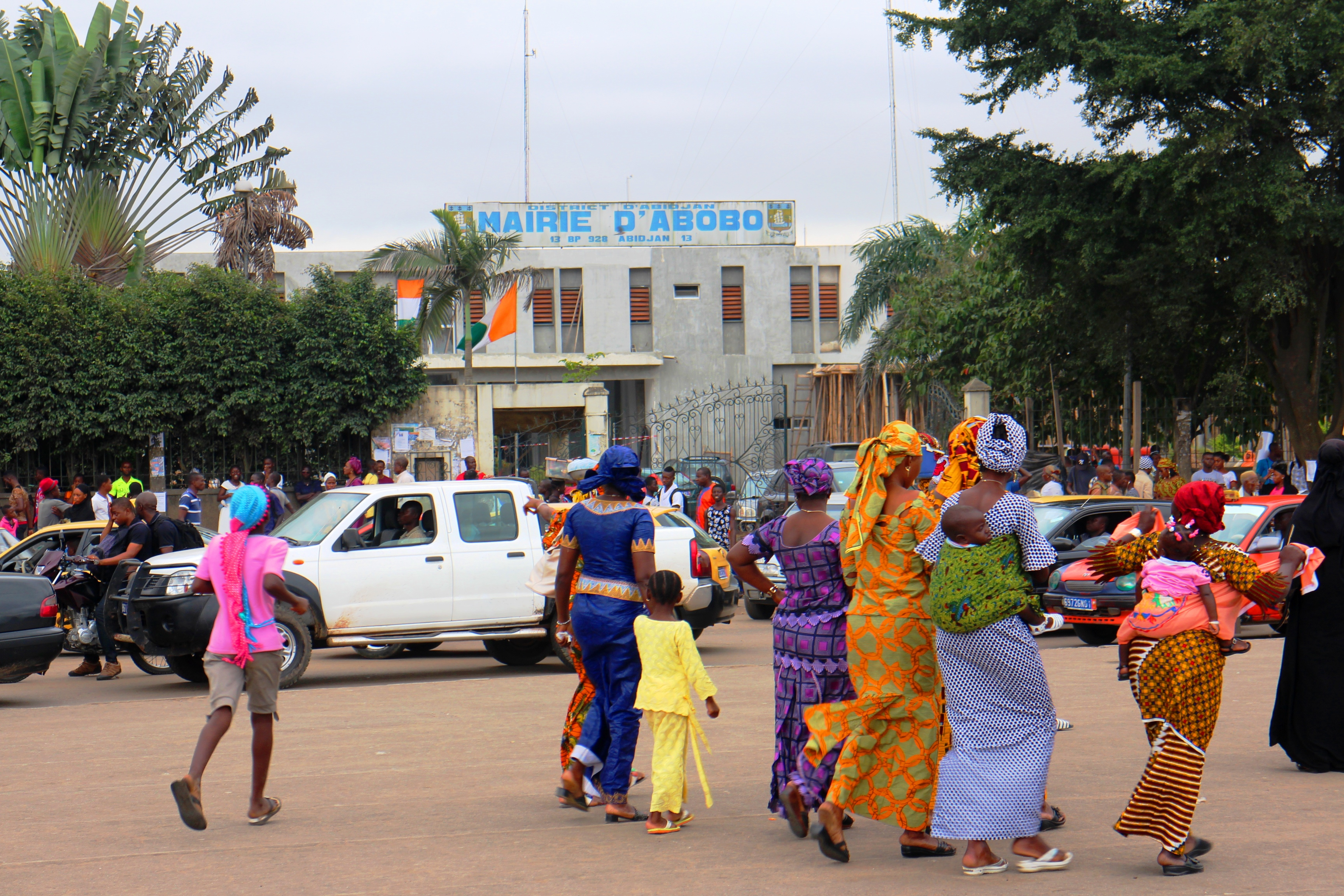
Abobo, la commune la plus au nord du district.